# Кейт Сешнс
Кейт Сешнс (англ. Kate Sessions; 8 листопада 1857 — 24 березня 1940) — американська жінка-ботанік, садівниця та ландшафтна архітекторка, тісно пов'язана із Сан-Дієго, Каліфорнія. Відома як «Матір Парку Бальбоа».

## Юні роки та навчання
Кейт Сешнс народилася в Сан-Франциско та навчалася в Окленді. У віці шести років вона переїхала з родиною на ферму поруч із озером Меррітт. У 1881 році вона розпочала навчання у Каліфорнійському університеті в Берклі, де здобула ступінь з природничих наук. У 1883 році Кейт навчалася у бізнес-школі Сан-Франциско, та на прохання друга вона переїхала до Сан-Дієго, щоб працювати вчителькою восьмого класу та заступницею директора школи «Russ School». Вона пропрацювала в школі понад рік, але змушена була звільнитися через проблеми зі здоров'ям.

## Кар'єра
У Сан-Дієго Сешнс зацікавилася вирощуванням рослин. У 1885 році вона придбала розсадник; протягом кількох років стала власницею квіткового магазину, а також поля та розсадників у Коронадо та у Сан-Дієго. Розсадник «Mission Hills», який вона заснувала у 1910 році та у 1926 році продала своїм працівникам братам Антонічеллі, працює досі.
У 1892 році Сешнс орендувала 30 акрів землі в парку Бальбоа (тоді він називався Міським парком) у міста Сан-Дієго для вирощування рослин. Згідно умов оренди вона погодилася щороку садити 100 дерев у парку та 300 дерев у інших частинах Сан-Дієго. Завдяки цьому в парку висадили безліч кипарисів, сосен, дубів та евкаліптів, вирощених у її садах з насіння, імпортованого з усього світу; практично всі старі дерева, які досі можна побачити в парку, були посаджені нею. Серед багатьох інших інтродукованих рослин, їй приписують імпорт та популяризацію жакаранди мімозолистої (Jacaranda mimosifolia), яка зараз дуже популярна в місті. Вона також збирала, розмножувала та впроваджувала багато каліфорнійських рослин у садівництво. У 1900 році Сешнс вирушила до Нижньої Каліфорнії, щоб знайти пальму, яка не походить із Сан-Дієго, і посадити її в парку. Згодом вона здійснила семимісячну подорож Європою, де зібрала кілька сортів рослин, які також посадила в парку.

## Спадщина
—Джордж Марстон, (каліфорнійський політик), на відкритті саду 1935 року на честь Кейт Сешнс
Робота Сешнс з інтродукції рослин, а також її численні статті на цю тему, принесли їй міжнародне визнання. На Каліфорнійсько-Тихоокеанській міжнародній виставці день 22 вересня 1935 року був присвячений Сешнс, де її назвали «Матір'ю парку Бальбоа». У 1939 році вона стала першою жінкою, яка отримала престижну медаль Френка Мейєра від Американської генетичної асоціації.

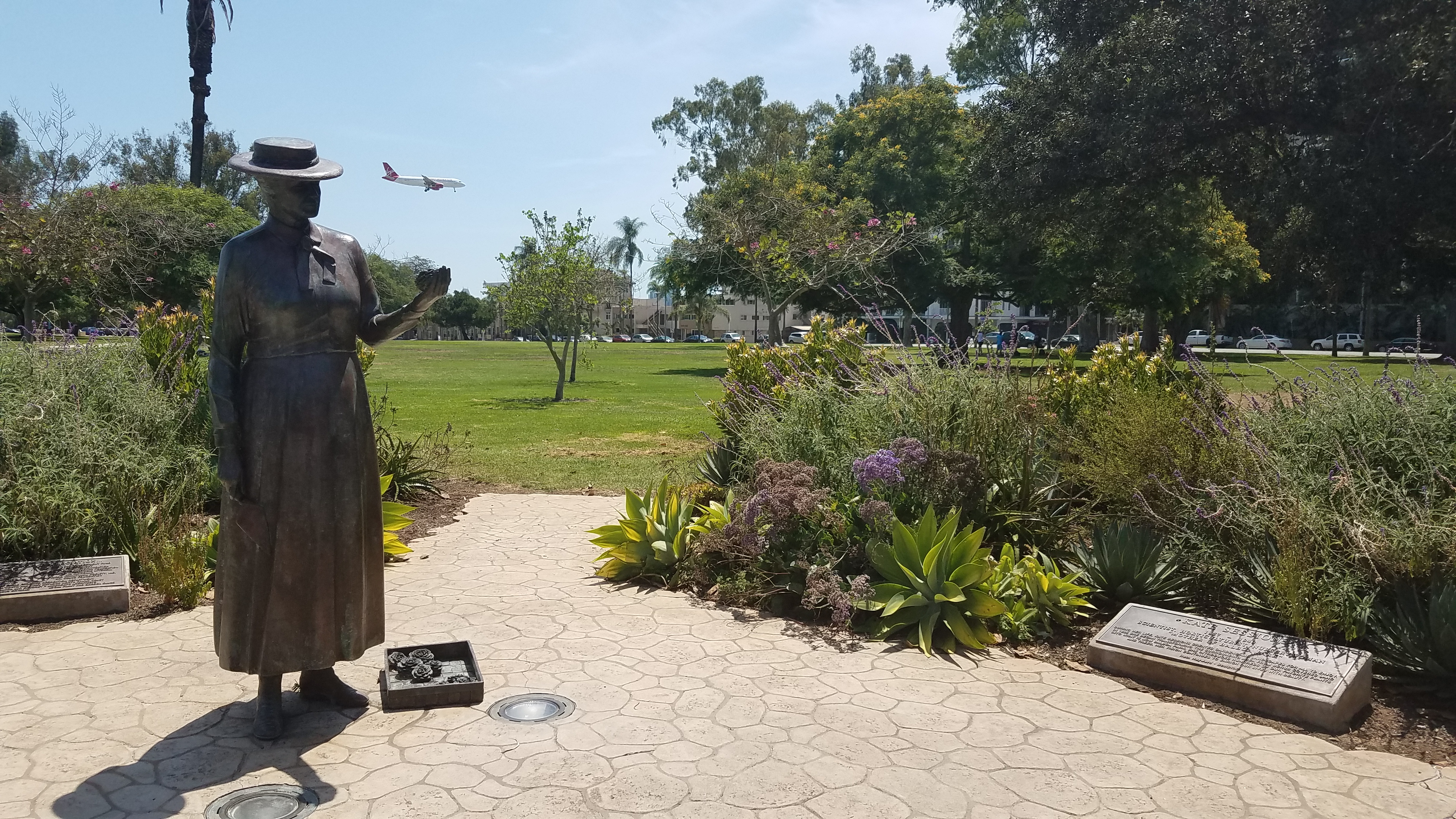
Бронзова статуя Кейт Сешнс у парку Бальбоа

У районі Сан-Дієго її ім'я носить початкова школа у Пасіфік-Біч, а також Меморіальний парк Кейт Сешнс на горі Соледад, розташований менш ніж за милю від школи.
Бронзова статуя Сешнс, відкрита у 1998 році, розташована на видному місці в парку Бальбоа, біля входу до парку з Шостої авеню.
У 2006 році Жіночий музей Каліфорнії ввів Сешнс до Зали слави жінок округу Сан-Дієго під назвою «Першопрохідниця».
Дитяча книжка з картинками 2013 року під назвою «Жінка-дерево: правдива історія про те, як одна жінка, яка любить дерева, назавжди змінила місто» розповідає історію життя та внесок Кейт Сешнс у громадське життя Сан-Дієго.

## Окремі публікації
- The complete writings of Kate Sessions in California garden, 1909-1939 (англ.). San Diego, Calif.: San Diego Floral Association. 1998. OCLC 40978506.